# Смъртта в тази градина
„Смъртта в тази градина“ (на френски: La mort en ce jardin) е френско-мексикански приключенски филм от 1956 година на режисьора Луис Бунюел по негов сценарий в съавторство с Луис Алкориса и Реймон Кьоно, базиран на едноименния роман от 1954 година на Жозе-Андре Лакур. Главните роли се изпълняват от Жорж Маршал, Симон Синьоре, Мишел Пиколи, Шарл Ванел, Мишел Жирардон.

## Сюжет
Действието се развива в изолирано миньорско селище в Латинска Америка, където разнородна група герои – авантюрист, обвиняван в банков обир, проститутка, свещеник и възрастен златотърсач с глухонямата си дъщеря – са принудени да се укриват в джунглата, преследвани от властите.

## В ролите
| Изпълнител             | Роля              |
| ---------------------- | ----------------- |
| Симон Синьоре          | Джин              |
| Шарл Ванел             | Кастин            |
| Жорж Маршал            | Шарк              |
| Мишел Пиколи           | Отец Лизарди      |
| Тито Хунчо             | Шенко             |
| Раул Рамирес           | Алваро            |
| Луис Асевес Кастанеда  | Алберто           |
| Хорхе Мартинес де Ойос | Капитан Фереро    |
| Алберто Педре          | Лейтенант Хименес |
| Марк Ламберт           | Миньор            |
| Стефани                | Миньор            |
| Мишел Жирардон         | Мария Кастин      |